# Saurauia rusbyi
Saurauia rusbyi är en tvåhjärtbladig växtart som beskrevs av Nathaniel Lord Britton. Saurauia rusbyi ingår i släktet Saurauia och familjen Actinidiaceae. Inga underarter finns listade i Catalogue of Life.